# Paradrina hispanica
Paradrina hispanica là một loài bướm đêm trong họ Noctuidae.